# ناحية السلام
ناحية السلام هي إحدى النواحي في محافظة ميسان في العراق التي تقع على نهر البتيرة وتبعد عن مركز المحافظة العمارة حوالي 47 كم ويحدها من الشمال قضاء الميمونة وتبعد عنها حوالي 17 كم ومن الشرق ناحية العدل وتبعد عنها حوالي (22كم) ومن الجنوب ناحية الخير والتي تبعد عنها ب17 كم ومن الغرب ناحية الإصلاح التابعة لمحافظة ذي قار وتبعد عنها (35كم).

## معالم الناحية
من أبرز معالم الناحية هو مرقد سيد ذرب الشرع الذي يقع منطقة الشرموخية الممتدة على الضفة الشرقية لنهر البتيرة ويعود نسبه إلى أهل البيت عليهم السلام.
مناطق الناحية: حي القادسية، حي العسكري، التركيّة

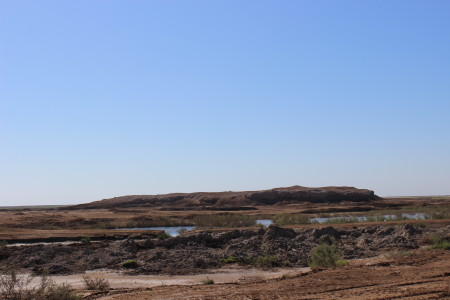
موقع تل "الهفة" التاريخي

تقع على مقربة منها قرى: الخُمُس، وأبو نعيجة، وهور البطاط،، والعيسى، ومنطقة الجِزِيرة، والهُفّة
وتشتهر المنطقة بزراعة الحنطة والشعير ويتوفر في أسواقها الأسماك والطيور المائية وتشتهر بوفرة التمور

## السكان
بلغ عدد سكان الناحية في تعداد عام 2002 حوالي 28963 نسمة، ونتيجة لموقع الناحية المتميز ووجود الأراضي الزراعية الخصبة ازداد عدد سكانها ليصل إلى (35637) نسمة في 2011 وبلغ عدد الأسر (3411) أسرة اما عدد الدور السكنية (2270) دار سكنية من الطابوق وعدد كبير من بيوت الطين في قرى الناحية.
وتبلغ مساحة الناحية حوالي (2700) دونم أما المساحة الكلية للتصميم (2600) دونم وتسكن مركز الناحية ومنطقة الخُمُس وقراها ومنذ القدم عشائر (آل ازيرج) وهم الأغلبية فيها وهناك عشائر أخرى مثل عشائر السادة والسواعد وبني لام وكنانة وزبيد وعدد من الصابئة المندائيين أما منطقة الجزيرة تسكنها عشائر العيسى والبزون والمريان.

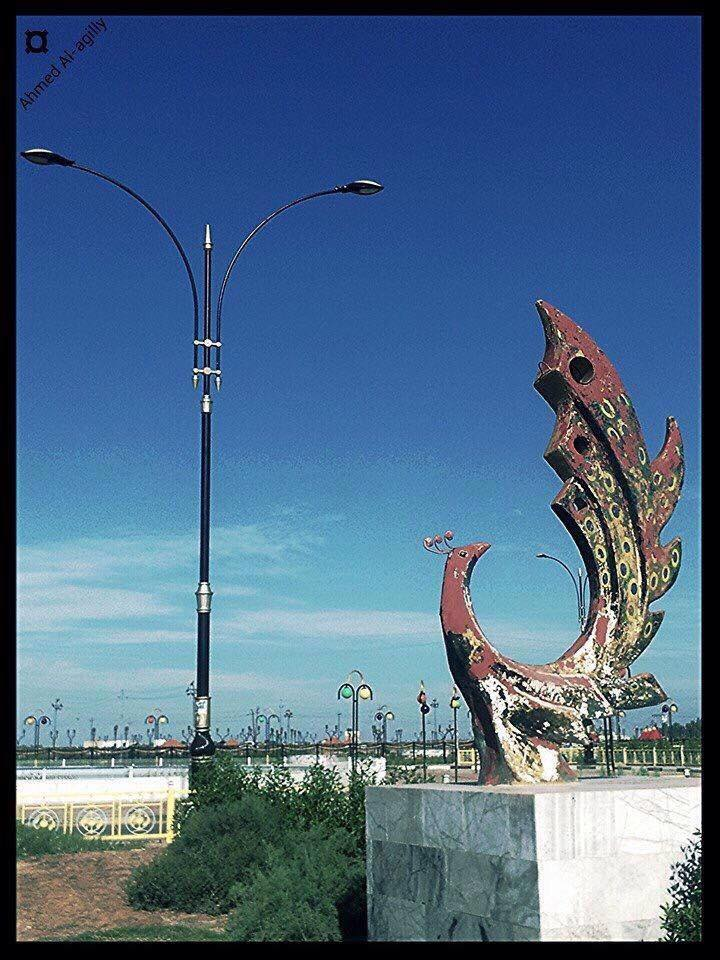
مدخل الناحية

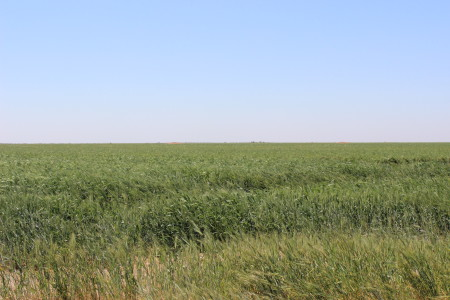
حقول الحنطة في منطقة الجزيرة